# 浅利則祐
浅利 則祐（あさり のりすけ）は、戦国時代の武将。

## 略歴
比内浅利氏は出羽国比内郡の国人。甲斐源氏庶流で甲斐国八代郡浅利郷に拠った浅利氏の庶流。
浅利則頼の子として誕生。比内浅利氏は父・則頼の代から檜山安東氏や南部氏と抗争を繰り返していた。則祐は則頼の側室の子として誕生したが、則頼の正室に勝頼が後に誕生すると、弟との確執により、永禄5年（1562年）、安東氏と結託した勝頼により、扇田長岡城を攻められ自害に追い込まれた。
則祐の子孫はその後、家臣と共に逃亡した山本郡藤琴に土着した。